# 山達基教的品格與司法
山達基教的品格與司法是新興宗教山達基創始人L·羅恩·賀伯特所提出的一系列政策和程序的集合，並被山達基教會使用。山達基將品格（英語：ethics）定義為「個人對自己所採取的行為」，將司法定義為「當個人未能自己採取這些行動時，群體對個人採取的行動」:3 。具體文本則包括道德選擇上的技術和政策，以及山達基教徒應遵循的行為規則:298。
山達基對道德（morals）的定義則是「道德實際上就是法律」:21，對不道德行爲强調兩種，合稱「越軌行為與隱瞞行為」（overts and withholds，縮寫為 O/Ws）：
- 「越軌行爲」（overt act）——違反道德規範的有害行為，
- 「隱瞞」（withhold）——沒有說出來的越軌行爲[5]。

當一個人無法採取適當的品格行動在自己身上時，團體就會對他採取行動，稱為司法。——L·羅恩·賀伯特

## 架構與目的
社會學家史蒂芬·肯特教授（Stephen A. Kent）引用賀伯特自己的話說。「品格的目的是消除環境中的反對意圖。實現這一目的後，就變成消除環境中的其他意圖」，並且「所有品格實際上都是為了消除環境中的其他意圖，實際上，這只是讓（山達基）技術得以融入所必需的額外工具。這就是品格的全部目的」 。肯特解釋說，這意味著「一個獨特的道德標杆，它可使（山達基教會）獨特地受益……用簡單的話來說，山達基道德的目的是消除對手，然後消除人們對山達基以外事物的興趣。在這種『道德』環境中，山達基教會將能夠將其課程、哲學和『司法體系』——即所謂的技術——強加於社會」。
研究員喬恩·阿塔克（Jon Atack）則擔心山達基品格如果落入壞人之手，則可能會被任意而荒謬地運用：例如在20世紀60年代，英國聖崗莊園（Saint Hill，時為山達基總部）的教徒僅因為當地一家餡餅店沒有提供足夠數量的蘋果派以滿足他們的喜好，宣稱該店有「壓抑性」（山達基的負面評價）:173。
社會學家布萊恩·威爾遜教授（Bryan R. Wilson）則認爲，山達基並不是一個高度注重道德的宗教，但自1981年以來，因爲其降低「越軌行為」的概念開始清晰，對於道德正當性的關注已經增長。

### 品格官
品格官（Ethics officer, EO）是山達基教會的一名工作人員，其職責是確保工作人員和所有山達基教徒正確遵循既定程序並免受干擾。品格官與山達基教徒一對一合作，幫助他們解決品格問題。在海洋機構中，這一職務被稱為武裝大師（Master-at-Arms）。品格官在第一處第三課——檢查和報告課——工作，處理所有品格和安全事務，進行道德訪談，進行調查，並跟進道德命令:352,359:180。
品格官相對所有員工和公共山達基教徒應該擁有更高的道德規範——就如同高級官員應高於下級，任何海洋機構成員應高於任何其他山達基教徒一樣。道德規範是一個人的權威品質或命令價值，是沉著、態度、有效性和執行力的結合。 根據哈伯德的說法，「道德規範是一種『X』品質，由一些象徵、一些力量、一些『現在我們應該』和耐力共同組成」，「作為一名高管你需要遵守，因為你有道德規範、耐力並且會生氣」:96:181。

### 品格報告與檔案
每個山達基組織都必須保存每個人、員工或公眾的品格檔案:186,306。當山達基人發現其他山達基人不遵守品格政策的行為時，必須撰寫有關那些人的報告。山達基附屬學校的學生也必須就同學的違規行為撰寫報告，山達基人經營的公司的員工之間也是如此:186,306。品格報告有各種分類，最常見的是「示知報告」（Knowledge Reports）和「不該做的事」（Things that Shouldn't Be）報告:267–274。宗教技術中心（Religious Technology Center）鼓勵山達基人提交品格報告以維持教會運作，保護「自由之橋」。

## 審判
山達基有著針對山達基人内部的一套民事法庭程序。與此同時，向執法部門或民事當局舉報另一位山達基人是重罪。

### 牧师法庭
牧师法庭（Chaplain's court）是一種民事法庭程序，兩名山達基人可以在此處理民事糾紛。:73 : 73 。山達基教中沒有仲裁程序。與通常所說的仲裁最接近的山達基程序就是牧師法庭。

### 品格聽證會
品格聽證會（Ethics hearing）是一種事實調查聽證會，旨在收集有關是否發生違反道德行為的資訊。品格官可以向個人或多人發出正式請求，要求他們出席聽證會:180 : 180 。

### 非擾動命令
非擾動命令（Non-enturbulation order）是對山達基人發出的指令，聲明如果再收到一份關於他們的品格報告，他們將被宣佈為壓抑者。 :348–349 : 348–349 

### 品格法庭
品格法庭（Court of ethics）是根据已收集的证据进行的纪律听证会:117 : 117 。品格法庭由品格官或被指控員工的高階主管召集。被指控的罪行並不嚴重，刑罰由召集道德法庭的人酌情決定。法庭不應該進行調查，而應該僅根據已知證據採取行動。 

### 證據委員會
證據委員會（Committee of evidence，簡稱comm ev）是一种纪律处分程序，是山達基的宗教裁判或法庭，它“很像軍事法庭，但没有律师或正式的程序规范” 。山達基人会被传唤到證據委員會，就一系列涉嫌罪行或重罪作出回答。一个由信誉良好的科学人任命的小组将“收集和审查证据，确定罪行，并建议處罰。” :297 :347
在山達基高管要求提出正式指控時，該流程即可啟動。“召集機構”透過任命一名主席、一名秘書以及兩到五名其他山達基教成員來啟動委員會，其中大多數成員應比被告在教内資深。該委員會將宣讀並聽取對被告有利和不利的證據。該小組有兩週的時間來完成通訊程序。被告可以提出自己的證據、證詞，也可以邀請證人出庭作證，但不得邀請法定代理人出庭。委員會在審查證據後，對每項指控投票判定有罪或無罪，並根據多數票決定定罪。委員會提出處罰建議，並將結果作為調查“結果和建議”公佈，並由所有委員會成員簽署。重審結果的唯一可能，是交由更高級別的委員會進行審查，而該委員會僅審查原始通訊中的錄音和文件，無需提供任何新證據。 

### 安全檢查
安全檢查（Security checking，簡稱sec check）即是使用心靈電儀表按照一套步驟進行審訊。 :303 : 303 

### 文件死亡
任何不同意山達基教或給山達基教會寫過惡意信件的人都將被以文件死亡（Dead file）處理。他們的信件會被扔進垃圾箱，該機構也不會做出任何回應。山達基教不會寄雜誌給已死亡的人:158 : 158 :107,131。

## 壓抑
「壓抑」（Supress）是山達基教品格系統中的一個重要的概念，指制止別人達成目的，或減弱別人達成目的的想法。「壓抑行為」(Suppressive acts)則是指爲了減弱或阻礙山達基或山達基人而刻意執行的行動或者疏忽行爲:30。

### 重罪
「重罪」（High crimes）是指嚴重違反山達基品格規範，其中包括公開離開山達基，向執法部門或民事當局舉報另一位山達基教徒，或實施「壓抑行為」:258:307,312。這實際使得山達基教會或者高級成員對山達基人造成的危害，若根據山達基品格規範是不能舉報的。

### 壓抑者
「壓抑者」（Suppressive person，SP）或「壓抑團體」（Suppressive group）是被認定為山達基教敵人的人或團體，「破壞、詆毀任何幫助他人的活動」，即攻擊山達基教的人或團體。在山達基教中，「壓抑者」等同於「反社會人格」，并稱社會上有百分之二十的人口為此類。當一個人被教會第一處——「賀伯特溝通辦公室」——正式標示為壓抑者時，一份「壓抑者聲明」會被用藍色墨水印在金色的紙上，並張貼在所有教會公告板上:297,304:350:352。如此被貼上標籤的人被稱為「已聲明」，實際上是逐出教會的一種形式:352。要取得未聲明，需要執行「A 到 E 步驟」。在此之前，被聲明的人只能與山達基法務人員「國際司法主管」聯繫:316–318。

### 潛在麻煩來源
「潛在麻煩來源者」（Potential Trouble Source，縮寫成「PTS」）是與壓抑者有聯繫的山達基人，他的壓抑狀況需要進行「處理」或「隔離」。潛在麻煩來源共有三個類型：第一型是目前與壓抑者接觸的人、第二型是可想起曾和壓抑者有聯繫的人、第三型是精神病患者。另外還有A到J十個類別，如懷疑山達基有效性的人為I類，有犯罪前科的人歸為B類:421–422。生病或受傷也是潛在麻煩來源的一個現象:195 。潛在麻煩來源者不得接受聽析或參與受訓:202–203。

### 隔離
「隔離」（Disconnect）指停止和被宣佈為壓抑者的這個人溝通，即與其斷絕所有連結。當某人被宣佈為山達基的壓抑者時，所有山達基人都被迫與壓抑者斷絕關係，包括親密的家庭成員、員工、客戶和朋友。拒或未能與壓抑者斷開連線可能會導致自身被一同宣佈為壓抑者:298。
山達基官方網站上的公開定義則以家庭成員必須尊重宗教作為「隔離」的免責聲明。

### A 到 E 步驟
壓抑者想要恢復良好的信譽需要採取的一系列步驟。這些步驟包括停止實施任何壓抑行為、公開道歉、償還達基人或山達基組織的所有債務、執行修正計劃、從通往完全自由之橋的底部重新進行培訓，以及向「國際司法主管」傳達所有這些行動。:316–317

### 公平遊戲
公平遊戲是針對山達基的假定敵人採取的一種報復政策，由賀伯特於1950年代創立，1965年正式確立，並於1967年進一步闡述。由於它導致了糟糕的公關，1968年哈伯德禁止使用「公平遊戲」一詞，但沒有禁止其行動。這種做法至今仍在持續進行:108–109 : 108–109 。
[公告]發布，將[某人]列為“敵人”或被視為“公平遊戲”，賀伯特的定義為“可能被任何山達基人剝奪財產或以任何方式傷害，而無需服從山達基教的紀律，可能會被哄騙、起訴、欺騙或摧毀。”:160——George Malko
公平遊戲是對嚴重違反山達基罪行的人所施加的懲罰之一，或者在證據委員會審查後作為懲罰:258 : 258 。在美國兩起独立的法庭案件（阿姆斯特朗案和沃勒斯海姆案）中，山達基教會辩称公平遊戲政策是“山达基的核心实践”，因此作为“宗教表达”應該受到保护。 :108–109 : 108–109 賀伯特指示他的信徒，公平遊戲是對記者、法官、敵對律師、政府機構、精神科醫生和其他人的適當對待:113–114 : 113–114 。

### 國際司法主管
「國際司法主管」（International Justice Chief，IJC）是山達基的最高級法務人員。